# Arjun Sarja
Srinivasa Sarja (Nacido 15 de agosto de 1964), conocido profesionalmente como Arjun, es un actor indio, productor y director. Referido por los medios de comunicación y sus seguidores como "El Rey de la Acción" por sus actuaciones en películas de acción, trabaja predominantemente en Kollywood. También ha trabajado en películas de lengua kannada y telugu, y ha actuado también en unas cuantas películas en lengua Malayalam e hindi. Arjun ha actuado en más de 150 películas, y en la mayoría de ellas como el papel principal. Es uno de los pocos actores indios Del sur que atrae seguidores de múltiples estados de India. Ha dirigido 11 películas y también ha producido y distribuido un gran número de ellas.
En 1993, protagoniza en S. Shankar blockbuster Señor qué abierto a revisiones positivas, mientras Arjun fue en para ganar el Tamil Nadu Premio de Película Estatal para Actor Mejor. Durante este tiempo, protagonice en golpes como Jai Hind (1994), Karnaa (1995), y la película de thriller de la acción Kurudhipunal (1995), para qué Arjun ganó aclamar para su función mientras la película devenía India entrada oficial para los 68.os Premios de Academia en la Película de Lengua Extranjera Mejor categoría. En 1999, protagonice en la acción política-thriller, Mudhalvan (1999), el cual le ganó el Tamil Nadu Premio de Película Estatal para Actor Mejor para su función así como numeroso otros nombramientos. Sea entonces presentado en Vasanth Ritmo de película de obra romántico, donde juegue un fotógrafo, quién finalmente cae enamorado con un widow. Presentando una banda sonora popular y abriendo a revisiones positivas, el ritmo también devenía un éxito comercial.